# Phaeoptilum spinosum
Phaeoptilum spinosum är en underblomsväxtart som beskrevs av Ludwig Radlkofer. Phaeoptilum spinosum ingår i släktet Phaeoptilum och familjen underblomsväxter. Inga underarter finns listade i Catalogue of Life.